# Wyścigowe Samochodowe Mistrzostwa Polski 1985
Sezon 1985 był dwudziestym dziewiątym sezonem Wyścigowych Samochodowych Mistrzostw Polski.
Sezon liczył pięć eliminacji, rozgrywane w Poznaniu (trzy razy), Kielcach i Toruniu. Punkty przyznawano według klucza 50-46-43-41-40-39-38-37-36-35 etc..

## Kategorie
Samochody były podzielone na następujące grupy według regulaminu FIA:
- Grupa N – samochody turystyczne, których produkcja w ciągu 12 miesięcy przekraczała pięć tysięcy egzemplarzy. Modyfikowanie tych samochodów pod kątem poprawy osiągów było niemal całkowicie zabronione;
- Grupa A – samochody turystyczne, których produkcja w ciągu 12 miesięcy przekraczała pięć tysięcy egzemplarzy. Dozwolony był duży zakres przeróbek pod kątem poprawy osiągów;
- Grupa B – samochody GT, których produkcja w ciągu 12 miesięcy przekraczała dwieście egzemplarzy. Dozwolony był duży zakres przeróbek pod kątem poprawy osiągów;
- Grupa C – samochody sportowe o dwudrzwiowych nadwoziach z silnikami pochodzącymi z pojazdów homologowanych w grupie A lub B;
- Grupa E – samochody wyścigowe formuły wolnej oraz formuł narodowych (Formuła Easter i Formuła Polonia).

Samochody były dodatkowo podzielone na następujące klasy:
- Klasa 1 – wyłącznie samochody Polski Fiat 126p grupy N;
- Klasa 2 – wyłącznie samochody Polski Fiat 126p grupy A;
- Klasa 3 – gr. A, poj. do 700 cm³;
- Klasa 4 – samochody Polski Fiat 125p i Polonez 1500 grupy A oraz samochody grupy A o poj. do 1300 cm³ wyprodukowane w krajach socjalistycznych;
- Klasa 5 – gr. A, B i C, poj. do 2500 cm³ oraz prototypy krajowe, poj. do 2000 cm³;
- Klasa 6 – Formuła Easter;
- Klasa 7 – Formuła Polonia (napędzane silnikami Polskiego Fiata 125p 1,3).

## Zwycięzcy
| Data             | Tor    | Klasa   | Zwycięzca (kierowcy)  | Samochód             | Zwycięzca (zespoły)           |
| ---------------- | ------ | ------- | --------------------- | -------------------- | ----------------------------- |
| 11–12 maja       | Poznań | klasa 1 | Zbyszko Gaik          | Polski Fiat 126p     | Automobilklub Wielkopolski    |
| 11–12 maja       | Poznań | klasa 2 | Antoni Skudło         | Polski Fiat 126p     | Automobilklub Śląski          |
| 11–12 maja       | Poznań | klasa 3 | Włodzimierz Krukowski |                      | Automobilklub Kielecki        |
| 11–12 maja       | Poznań | klasa 4 | Adam Polak            |                      | Automobilklub Warszawski      |
| 11–12 maja       | Poznań | klasa 5 | Maciej Bogusławski    | MB-03                | Autoklub Rzemieślnik Warszawa |
| 11–12 maja       | Poznań | klasa 6 | Jerzy Mazur           | MTX 1-06             | Automobilklub Dolnośląski     |
| 11–12 maja       | Poznań | klasa 7 | Artur Skwarzyński     | Promot 82            | Autoklub Rzemieślnik Warszawa |
| 8–9 czerwca      | Kielce | klasa 1 | Wojciech Cołoszyński  | Polski Fiat 126p     | Automobilklub Warszawski      |
| 8–9 czerwca      | Kielce | klasa 2 | Antoni Skudło         | Polski Fiat 126p     | Automobilklub Śląski          |
| 8–9 czerwca      | Kielce | klasa 3 | Tomasz Barański       |                      | Automobilklub Łódzki          |
| 8–9 czerwca      | Kielce | klasa 4 | Adam Polak            |                      | Automobilklub Warszawski      |
| 8–9 czerwca      | Kielce | klasa 5 | Maciej Bogusławski    | MB-03                | Autoklub Rzemieślnik Warszawa |
| 8–9 czerwca      | Kielce | klasa 6 | Tomasz Jeromin        | Promot 79            | Automobilklub Świętokrzyski   |
| 8–9 czerwca      | Kielce | klasa 7 | Mariusz Podkalicki    | Promot 76            | Automobilklub Szczeciński     |
| 29–30 czerwca    | Poznań | klasa 1 | Jacek Chojnacki       | Polski Fiat 126p     | Automobilklub Warszawski      |
| 29–30 czerwca    | Poznań | klasa 2 | Piotr Kolasiński      | Polski Fiat 126p     | Automobilklub Wielkopolski    |
| 29–30 czerwca    | Poznań | klasa 3 | Włodzimierz Krukowski |                      | Automobilklub Kielecki        |
| 29–30 czerwca    | Poznań | klasa 4 | Adam Polak            |                      | Automobilklub Warszawski      |
| 29–30 czerwca    | Poznań | klasa 5 | Edward Kinderman      | Prototyp-Fiat        | Automobilklub Śląski          |
| 29–30 czerwca    | Poznań | klasa 6 | Jerzy Mazur           | MTX 1-06             | Automobilklub Dolnośląski     |
| 29–30 czerwca    | Poznań | klasa 7 | Eugeniusz Zarzycki    | Promot 81            | Autoklub Rzemieślnik Warszawa |
| 6–7 września     | Toruń  | klasa 1 | Wojciech Cołoszyński  | Polski Fiat 126p     | Automobilklub Warszawski      |
| 6–7 września     | Toruń  | klasa 2 | Wojciech Smorawiński  | Polski Fiat 126p     | Automobilklub Wielkopolski    |
| 6–7 września     | Toruń  | klasa 3 | Włodzimierz Krukowski |                      | Automobilklub Kielecki        |
| 6–7 września     | Toruń  | klasa 4 | Henryk Mandera        |                      | Automobilklub Śląski          |
| 6–7 września     | Toruń  | klasa 5 | Andrzej Mielcarek     | Volkswagen           | Automobilklub Wielkopolski    |
| 6–7 września     | Toruń  | klasa 6 | wyścig nie odbył się  | wyścig nie odbył się | wyścig nie odbył się          |
| 6–7 września     | Toruń  | klasa 7 | Eugeniusz Zarzycki    | Promot 81            | Autoklub Rzemieślnik Warszawa |
| 5–6 października | Poznań | klasa 1 | Wojciech Cołoszyński  | Polski Fiat 126p     | Automobilklub Warszawski      |
| 5–6 października | Poznań | klasa 2 | Wojciech Smorawiński  | Polski Fiat 126p     | Automobilklub Wielkopolski    |
| 5–6 października | Poznań | klasa 3 | Włodzimierz Krukowski |                      | Automobilklub Kielecki        |
| 5–6 października | Poznań | klasa 4 | Oldřich Vaníček       |                      |                               |
| 5–6 października | Poznań | klasa 5 | Oldřich Vaníček       |                      |                               |
| 5–6 października | Poznań | klasa 6 | Jiří Mičánek          |                      |                               |
| 5–6 października | Poznań | klasa 7 | Janusz Orłowski       |                      | Automobilklub Szczeciński     |

## Mistrzowie
| Klasa   | Kierowca              | Samochód                        | Zespół                        |
| ------- | --------------------- | ------------------------------- | ----------------------------- |
| klasa 1 | Wojciech Cołoszyński  | Polski Fiat 126p                | Automobilklub Warszawski      |
| klasa 2 | Wojciech Smorawiński  | Polski Fiat 126p                | Automobilklub Wielkopolski    |
| klasa 3 | Włodzimierz Krukowski |                                 | Automobilklub Kielecki        |
| klasa 4 | Adam Polak            |                                 | Automobilklub Warszawski      |
| klasa 5 | Edward Kinderman      | Prototyp-Fiat, Polonez Prototyp | Automobilklub Śląski          |
| klasa 6 | Stefan Banaszak       | Promot 83                       | Automobilklub Szczeciński     |
| klasa 7 | Eugeniusz Zarzycki    | Promot 81                       | Autoklub Rzemieślnik Warszawa |